# 高梨優佳
高梨 優佳（たかなし ゆか、2001年7月21日 - ）は、日本のモデル、女優、YouTuber、TikToker。seju所属。

## 来歴
中学3年生の頃から女優になりたいという思いを抱き、その後オーディションなどに参加。SNSを通じての情報発信は、そのためにTwitterを始めたのがきっかけだった。そこでの反響に驚き、TikTokやInstagramも開始。TikTokでは当初は「観る専」だったが、自身の投稿を開始すると人気を集めていった。
2019年8月8日、月刊くるめが主催する第33回いちごプリンセスグランプリの準グランプリを受賞。
2020年3月24日、超十代オーディション2020にて、モデルプレス賞を受賞。
2021年6月11日、YouTubeチャンネル「MelTV」の新レギュラーメンバーに抜擢。同年10月1日、超十代期間限定ガールズユニット「REVE」のメンバーに選出される。
2022年1月11日、JOL原宿で行われた「振袖TEENS supported byジョイフル恵利」の振袖TEENS第4期生お披露目イベントに出演。同年8月23日、阪神タイガースvs横浜DeNAベイスターズの試合で始球式を務める。8月30日、ガールズユニット「NAVIAR」の結成メンバーに選出される。
2023年1月29日、千葉県浦安市にある「カンコーショップイクスピアリ」のオープンイベントに出演。同年3月3日、ガールズユニット「NAVIAR」から卒業する事を自身のSNSで発表した。

## 人物
- SNSの総フォロワー数は150万人越え[2][3][12]。Z世代の女性を中心に支持を集めている[3][12]。TikTokではひとつのジャンルに絞らず様々なテーマを取り扱い、常に興味を持ってもらえるよう心掛けているという[2]。また、同じくタレント、モデル、インフルエンサーである水野舞菜とは頻繁に遊んだり食事に行く仲である。
- 趣味：キャンドル・帽子集め、自炊、歌うこと、アニメ鑑賞[1]。
- 特技：メイク、ヘアアレンジ、イラスト、画像加工、早口言葉[1]。
- ファンネーム：ペアリーズ[18]。

## 出演

### バラエティ
- 「#ウルトラマウス」（2022年2月17日、テレビ東京）[19]
- 「ZIP!」（2022年10月17日 - 不定期出演、日本テレビ） - 「THE 平成★レトロ」のコーナーに出演[1]

### 映画
- 「ラスト17デー」（2023年10月27日公開） - 主演・細谷くるみ 役[20]
- ふるさと映画祭「夢叶えるプロジェクト」（2023年12月8日 - 10日、秋葉原UDXシアター/富士ソフトアキバシアター）- 藤原紗枝 役[21]
- ゆい（公開未定） - 看護師 香織 役[22]

### テレビドラマ
- 「今夜、わたしはカラダで恋をする。Season2」 第2話『彼氏じゃない人とする夜』（2023年2月26日、ABCテレビ・同年2月4日配信、ABEMA）- 水沢玲奈 役[23]
- 「俺の美女化が止まらない!?」（2023年4月5日、テレビ東京）- 石塚琴菜 役
- 「日曜の夜ぐらいは…」第2話（2023年5月7日、テレビ朝日）
- 「サブスク彼女」第5話（2023年6月4日、ABCテレビ） - れいにゃ 役[24]
- 「セクシー田中さん」（2023年11月5日、日本テレビ）- 樋口美咲 役
- 「Dr.アシュラ」第8話（2025年6月4日、フジテレビ） - 女子高生 役[25]

### SNSドラマ
- 「ノンファンジブル」（2022年10月31日 - 11月11日、Yay）- 花森茜 役[1] [26]
- 「梅雨前線と共に」（2022年9月2日）[27] - 主演
- 「君のこと、ぶん殴りたい」（2023年6月30日、CulTV）- ゆかり 役
- 夢叶えるプロジェクトスピンオフ 「夢の軌跡 藤原紗枝編」（2023年11月、TikTok）- 藤原紗枝 役[21]
- 「元カレが帰ってきた」（2023年12月、YouTube）- 主演
- 「記憶を売る店」（2024年11月、vigloo） - 主演 日下部百合 役

### ミュージック・ビデオ
- shallm「まっさかさマジック!」（2024年、監督：マザーファッ子）- 水野舞菜と共演[28]。
- YOAKE×高瀬統也「ねぇ、どうして」（2025年）

### ラジオ
- 「リアルをぶつけろ!ハッシュタグZ」（2021年8月21日 - 、ABCラジオ）[1]

### 広告
- MILKFED.（株式会社ビーズインターナショナル） - モデル[1]
- WEGO（株式会社ウィゴー） - モデル[1]
- ALAND（株式会社アダストリア） - モデル[1]
- HoneyKiss（株式会社ホテラバ） - イメージモデル[1]
- 振袖TEENS4期生（ジョイフル恵利）- 着物モデル[9][29]

### CM
- 振袖TEENS supported by ジョイフル恵利（2022年）

### イベント
- 2021年
  - KANSAI COLLECTION 2021S/S[1]
  - 超十代 –ULTRA TEENS FES– 2021[1]
  - 名古屋二十歳コレクション2021[1]
  - TGC teen 2021 Summer[1]
  - KANSAI COLLECTION 2021A/W[1]
  - TGC teen 2021 Winter[1]
  - Cinderella Fes ハロウィン[1]
  - GEKKLE Girls Fes 2021[1]
- 2022年
  - 振袖TEENS第4期生イベント[9][30]
  - 超超十代-ULTRA TEENS FES-2022@TOKYO[31]
  - KANSAI COLLECTION 2022S/S[1]
  - TGC teen 2022 Fukuoka[1]
  - KANSAI COLLECTION 2022A/W[1]
  - TGC teen 2022 Osaka[1][32]
  - TORACO DAY 2022.8.23[1]
  - TGC teen 2022 Tokyo[1]
- 2023年
  - KANSAI COLLECTION 2023S/S
  - ZOZOfes 2023[33]
  - 超十代 ULTRA TEENS FES 2023 @TOKYO
  - Cinderella Fes vol.10
  - TGC teen  ICHINOSEKI 2023
  - TGC teen 2023 Summer[34]
  - Rakuten GirlsAward 2023 AUTUMN/WINTER（2023年9月30日、幕張メッセ）[35]

### Web
- 「バカレシピ!作ってみた!!」（2021年、週刊プレイボーイ公式YouTubeチャンネル）[36]
- 「MelTV」（2021年6月11日 - 、YouTube）- レギュラーメンバー[7][37]
- 「びびびの秘密 Produced by ミュゼプラチナム」（2021年 - 、YouTube）[1][38]
- 「超十代チャンネル」（2021年、YouTube）[1]
- 「振袖TEENS」（2022年、YouTube）[9]

## 書籍

### 雑誌

#### 専属モデル
- JELLY（2022年 - 、文友舎）[1][5][34][39]

#### 掲載
- 株式会社ウィゴー「WEGO Magazine」[1]

### 写真集
- 『ユカノハダカ。“可愛い"は努力でつくれる!』（2021年11月26日、宝島社）ISBN 978-4-299-02340-7[40]

### デジタル写真集
- 【週プレ】『ほっぺをツンツンしてもいい？』（2021年10月18日、集英社）[41]